# 남부기독교지도회의

남부기독교지도회의(The Southern Christian Leadership Conference (SCLC))는 1957년에 만들어진 미국의 시민운동단체이다.마틴 루터 킹 목사가 처음 의장이며, 미국 시민운동에 영향을 주었다. 평화주의 교육, 의료활동등을 실천하고 있다.